# Liste der Monuments historiques in Pleucadeuc
Die Liste der Monuments historiques in Pleucadeuc führt die Monuments historiques in der französischen Gemeinde Pleucadeuc auf.

## Liste der Bauwerke
| Bezeichnung | Beschreibung | Standort                      | Kennzeichnung | Schutzstatus | Datum | Bild |
| ----------- | ------------ | ----------------------------- | ------------- | ------------ | ----- | ---- |
| Calvaire    |              | Saint-Marc (Lage)             | PA00091476    | Inscrit      | 1927  |      |
| Kreuz       |              | Place Anne-de-Bretagne (Lage) | PA00091477    | Inscrit      | 1928  |      |
| Kreuz       |              | Le Gorays (Lage)              | PA00091478    | Inscrit      | 1927  |      |

## Liste der Objekte
- Monuments historiques (Objekte) in Pleucadeuc in der Base Palissy des französischen Kultusministeriums